# Eleições parlamentares europeias de 1999 (Países Baixos)
As eleições parlamentares europeias de 1999 nos Países Baixos foram realizadas a 10 de junho para eleger os 31 assentos do país para o Parlamento Europeu.

## Resultados Nacionais
| Partido                 | Partido                                       | Votos      | %               | +/-   | Deputados | +/-     |
| ----------------------- | --------------------------------------------- | ---------- | --------------- | ----- | --------- | ------- |
|                         | Apelo Democrata-Cristão                       | 954 898    | 26,94 / 100,00  | 3,83  | 9 / 31    | 1       |
|                         | Partido do Trabalho                           | 712 929    | 20,11 / 100,00  | 2,77  | 6 / 31    | 2       |
|                         | Partido Popular para a Liberdade e Democracia | 698 050    | 19,69 / 100,00  | 1,78  | 6 / 31    | Estável |
|                         | Esquerda Verde                                | 419 869    | 11,85 / 100,00  | 8,11  | 4 / 31    | 3       |
|                         | União Cristã-Aliança Política Reformada       | 309 612    | 8,74 / 100,00   | 0,93  | 3 / 31    | 1       |
|                         | Democratas 66                                 | 205 623    | 5,80 / 100,00   | 5,86  | 2 / 31    | 2       |
|                         | Partido Socialista                            | 178 642    | 5,04 / 100,00   | 3,70  | 1 / 31    | 1       |
|                         | Outros                                        | 64 785     | 1,83 / 100,00   |       | 0 / 31    |         |
| Votos Inválidos         | Votos Inválidos                               | 16 356     | 0,46 / 100,00   | 0,14  |           |         |
| Total                   | Total                                         | 3 560 764  | 100,00 / 100,00 |       | 31 / 31   |         |
| Eleitorado/Participação | Eleitorado/Participação                       | 11 862 864 | 30,02 / 100,00  | 5,67  |           |         |
| Fonte                   | Fonte                                         | [ 1 ]      | [ 1 ]           | [ 1 ] | [ 1 ]     | [ 1 ]   |